# Comuna Toplița, Hunedoara
Toplița este o comună în județul Hunedoara, Transilvania, România, formată din satele Curpenii Silvașului, Dăbâca, Dealu Mic, Goleș, Hășdău, Mosoru, Toplița (reședința) și Vălari. Este localizată în Ținutul Pădurenilor și este strabătută de valea râului Cerna.

## Date geografice
În comuna Toplița există două văi principale formate de cele două râuri, Cerna (numită uneori și Cerna hunedoreană) și Vălărița, Mureș. Ambele sunt pitorești. Pe valea Cernei se află satele Toplița, Dăbâca și Hășdău, iar pe valea Vălăriței satul Vălari.
În aval de Toplița, pe cursul Cernei, a fost creat un baraj de acumulare, Barajul Cinciș. În cursul construcției acestui baraj, satul Dealu Mic a fost strămutat (alături de alte sate de pe valea Cernei pe culmile dealurilor din apropiere.
Zona cunoscută ca Ținutul pădurenilor se depopulează constant din cauza absenței drumurilor de acces. Sate precum Curpenii Silvașului, Mosoru, Manu și Goleș sunt aproape depopulate. Oamenii coboară de pe culmile dealurilor, sau mai exact de pe platourile vaste ale culmilor vestice ale Munților Poiana Ruscă, unde pomii sunt mai roditori, pe malul râului Cerna unde accesul e mai facil.

## Demografie
Componența etnică a comunei Toplița
     Români (92,95%)
     Alte etnii (0,48%)
     Necunoscută (6,57%)
Componența confesională a comunei Toplița
     Ortodocși (81,09%)
     Penticostali (10,58%)
     Alte religii (1,28%)
     Necunoscută (7,05%)
Conform recensământului efectuat în 2021, populația comunei Toplița se ridică la 624 de locuitori, în scădere față de recensământul anterior din 2011, când fuseseră înregistrați 715 locuitori. Majoritatea locuitorilor sunt români (92,95%), iar pentru 6,57% nu se cunoaște apartenența etnică. Din punct de vedere confesional, majoritatea locuitorilor sunt ortodocși (81,09%), cu o minoritate de penticostali (10,58%), iar pentru 7,05% nu se cunoaște apartenența confesională.

## Politică și administrație
Comuna Toplița este administrată de un primar și un consiliu local compus din 9 consilieri. Primarul, Alin-Adrian Vișan[*], de la Partidul Social Democrat, este în funcție din 1 noiembrie 2024. Începând cu alegerile locale din 2024, consiliul local are următoarea componență pe partide politice:
|  | Partid                          | Consilieri | Componența Consiliului | Componența Consiliului | Componența Consiliului |
|  | ------------------------------- | ---------- | ---------------------- | ---------------------- | ---------------------- |
|  | Partidul Social Democrat        | 3          |                        |                        |                        |
|  | Partidul Național Liberal       | 3          |                        |                        |                        |
|  | Alianța pentru Unirea Românilor | 2          |                        |                        |                        |
|  | Uniunea Salvați România         | 1          |                        |                        |                        |

## Atracții turistice
- Biserica de lemn "Sfântul Nicolae" din satul Vălari, construcție secolul al XVIII-lea, monument istoric
- Ruinele furnalului de la Toplița
- Cheile Cernei (sit de importanță comunitară inclus în rețeaua ecologică europeană Natura 2000 în România)

Topliţa în Harta Iosefină a Transilvaniei, 1769-1773